# Zagalav Abdulbekov
Zagalav Abdulbekovitj Abdulbekov (ryska: Загалав Абдулбекович Абдулбеков), född 29 december 1945 i Karata, Dagestanska ASSR i Sovjetunionen (nu Dagestan i Ryssland), är en sovjetisk brottare som tog OS-guld i fjäderviktsbrottning i fristilsklassen 1972 i München. 